# Système traditionnel et historique des noms chinois
Le système traditionnel et historique des noms chinois (et extrême oriental) est un ensemble complexe de noms informels, formels, et rituels désignant en fait une même personne, ou une période donnée d'un règne donné et donc un souverain. Un même individu ou monarque chinois peut ainsi recevoir plusieurs noms, et apparaître sous différentes appellations selon son âge, son statut à l'époque des faits exposés, selon l'œuvre lue, et selon la date d'écriture de l'œuvre lue. Ce système originaire de Chine s'applique en Chine, mais aussi à l'ensemble des régions sous influence du Monde Chinois : Corée et Japon, et s'est appliqué à un moment ou un autre au Viêt Nam, en Mongolie, et en Russie (tribus des steppes au nord de la Mongolie actuelle). Aussi, l'étude historique de ces régions et l'identification claire de chaque protagoniste demande nécessairement une compréhension de ce système de nomination, et une recherche préliminaire afin de connaître l'ensemble des appellations désignant les personnages clefs de l'étude.

## Noms possibles d'un individu

### Usage officiel
Le « nom officiel » (ch. : 姓名 ; py : xìngmíng), donné à la naissance, est le plus couramment utilisé et le plus stable, tout individu en a un. Il se compose du nom de famille (ch. : 姓 ; py : xìng), hérité du père, et d'un prénom (ch. : 名 ; py : míng ou ch. : 名字 ; py : míngzi). En Chine, dans la population Han (le cœur chinois de la population de Chine), le nom de famille est normalement composé d'un sinogramme, le prénom de deux sinogrammes, parfois d'un seul.
Les populations non-Han ne suivent que rarement cette règle et se contentent de transcriptions chinoises de leurs noms, ce qui donne des noms de famille de plusieurs sinogrammes, et des prénoms qui peuvent aussi être de un, deux, trois ou quatre sinogrammes. Il en va ainsi pour les noms des nomades semi-sinisés dans les textes historiques chinois, ainsi que pour les noms japonais.
La république populaire de Chine envisage de passer à un système où le nom de famille d'un nouveau-né serait composé de deux sinogrammes, l'un tiré du nom de famille du père, l'autre tiré du nom de famille de la mère, ceci afin d'éviter les homonymies fréquentes qui, à présent, posent des problèmes.

### Usages communs
L'usage de surnoms (ch. : 小名 ; py : xiǎomíng) avait, et a encore, en Chine et en Asie orientale une importance plus grande que l'usage des surnoms dans les groupes francophones (le plus souvent un diminutif de type Alexandre → Alex). 
| Noms chinois associés à un personnage illustre, l'exemple de Sun Yat-sen                                                                                      | Noms chinois associés à un personnage illustre, l'exemple de Sun Yat-sen | Noms chinois associés à un personnage illustre, l'exemple de Sun Yat-sen              |
| --- | ------------------------------------------------------------------------ | ------------------------------------------------------------------------------------- |
| 1 | Nom officiel :                                                           | Sūn Démíng (孫德明)                                                                   |
| 2 | Petit surnom :                                                           | Sun Dìxiàng (孫帝象)                                                                  |
| 3 | Surnom d'écolier :                                                       | Sūn Wén (孫文)                                                                        |
| 4 | Surnom caricatural :                                                     | inconnu                                                                               |
| 5 | Prénom d'adulte : Prénom de mariage:                                     | Sūn Zàizhī (孫載之)                                                                   |
| 6 | Pseudonyme(s) :                                                          | 1. Sūn Rìxīn (孫日新)a 2. Sūn Yìxiān (孫逸仙, 1886)a jap. Nakayama Shō (中山樵, 1897) |
| Mort, titres honorifiques : |                                                                          |                                                                                       |
| 7 | Nom posthume :                                                           | Gúofù (國父)                                                                          |
| 8 | Nom de temple :                                                          | aucunb                                                                                |
| 9 | Nom de période :                                                         | aucunc                                                                                |
| Notes : a. les deux se prononcent "Sun Yat-sen" en cantonais ; b. seulement pour les rois et empereurs ; c. seulement pour les règnes de rois et d'empereurs. |                                                                          |                                                                                       |

L'informel « petit surnom » (ch. : 小名 ; py : xiǎomíng) est donné à un nouveau-né, c'est généralement un doublement d'un des deux caractères du nom officiel (ex. 德明 → 明明 míngmíng), il est a l'usage du noyau familial.
Le « surnom d'écolier » (ch. trad. : 學名 ; ch. simp. : 学名 ; py : xuémíng) est le nom que prend l'écolier pour assister aux cours à l'école. C'est un nom mi-formel, souvent en rapport avec l'érudition et la culture livresque (ex. 文 wén : signe chinois, culture). C'est un nom utilisé lors des premières années scolaires, pour les relations formelles avec le(s) professeur(s) et les autres élèves.
L'informel « surnom caricatural » (ch. trad. : 綽號 ; ch. simp. : 绰号 ; py : chuòhào) est généralement un dérivé du prénom, un surnom gentil ou un peu moqueur, caricatural, que peut donner l'entourage familial à un enfant, des camarades de classe à l'un des leurs, ou un groupe d'amis à l'un d'entre eux. Ce petit nom est le plus souvent une caricature gentille basée sur un trait physique ou de caractère de la personne (« petit gros », « petit noir », « petit malin ») ou un jeu de mots avec le nom de naissance (ex : Min'yu devenant Xiao'yu, signifiant « petit poisson »), complété par un diminutif ā (阿) ou xiăo (小 → [小+caractéristique]). Ces surnoms ne sont évidemment pas utilisés dans le cadre de relations formelles.

### Usages non-communs
Le « prénom d'adulte » (ch. : 字 ; py : zì) était le nom donné à un homme chinois de 20 ans pour signifier le passage à l'âge adulte. Ce nom d'adulte est généralement choisi par la famille en fonction du caractère de la personne. À partir de ce moment il était inconvenant d'interpeller un adulte, en situation formelle, par son nom de naissance (réservé à l'enfance, à la famille, et aux documents officiels) : le nom d'adulte étant désormais de rigueur.

Le nom d'adulte se formait avec des caractères plus puissants, rares, et plus élaborés que le nom de naissance.
Ce Zì pouvait aussi être décerné lors du mariage au marié et/ou à la mariée (plus rarement) en remplaçant son prénom par un nom d'adulte signalant son passage dans le monde adulte. La mariée peut également changer son nom de famille par celui de son époux. Pour une femme qui se marie, la première pratique était une pratique rare déjà sous l'Empire Qing, quant à la seconde (changement du nom de famille), elle est une pratique récente qui, elle aussi, reste rare, occidentale, et marginale. L'usage est de continuer à porter le nom de jeune fille complet (nom de famille + prénom), ce qui n'exclut pas d'appeler une femme mariée par le nom de famille de son mari (nom du marié + prénom de jeune fille).

Selon le lettré Yan Zhitui des Qi du Nord (551-577), le prénom officiel avait pour principale fonction de permettre de distinguer les enfants, le Zì est un « vrai prénom », choisi en accord avec le concerné, personnel, adapté et reflétant la valeur morale de son porteur.  
Le « pseudonyme » (ch. trad. : 號 ; ch. simp. : 号 ; py : hào) était choisi par les jeunes hommes de bonne éducation pour leurs activités intellectuelles. Généralement composé de trois ou quatre caractères, le nom de plume est le plus souvent poétique et mystérieux, par exemple, le Hào (nom de plume) de Mao Zedong fut un temps « 二十八畫生 » : l'homme au 28 coups de pinceau, son nom complet s'écrivant en 28 traits.

### Usages posthumes pour personnages illustres
Le « nom posthume » (ch. trad. : 諡號 ; ch. simp. : 谥号 ; py : shìhào) est le nom posthume et honorifique complet d'un personnage illustre (Empereur, Roi, Président clefs), il fait lui aussi un bilan posthume, soit élogieux, soit acide, des accomplissements du souverain qui vient de mourir, mais de manière plus complète et solennelle.
Les « noms de temple » (ch. trad. : 廟號 ; ch. simp. : 庙号 ; py : miàohào) sont utilisés a posteriori pour nommer la plupart des monarques chinois, coréens (période de Goryeo et de Joseon), et Vietnamiens (dynasties Ly, Tran, et Le). Un nom de temple est un nom posthume bref, en deux sinogrammes, décerné à un monarque. Le nom de temple est comme un slogan faisant le bilan – élogieux ou acide – d'un souverain qui vient de mourir.
Le « nom de période » (ch. trad. : 年號 ; ch. simp. : 年号 ; py : niánhào), qui désigne un ensemble d'années annoncées comme unies par une même volonté impériale ou royale. Par exemple l'Ère Meiji (明治, « le Gouvernement des Lumières », 1868-1912) est instaurée pour signifier la franche volonté modernisatrice prise par la Cour japonaise : en 30 ans, le Japon rattrape l'Occident.

## Variantes
Les différents types de noms possibles selon la tradition chinoise (traditionnels/simplifiés), leurs synonymes, et leurs traductions possibles :
1. 譜名/谱名 pǔmíng : prénom officiel. Alternatives : nom de registre, nom civil, nom de naissance, nom généalogique ;
2. 小名 xiǎomíng : Petit surnom. Alternatives : nom de lait (乳名 rǔmíng), jeune d'enfant (少名 shǎomíng) ;
3. 綽號/绰号 chuòhào : surnom caricatural ;
4. 學名/学名 xuémíng : prénom d'écolier. Alternatives : Grand nom (大名 dàmíng) ;
5. 字 zì: prénom d'adulte. Alternatives : prénom social, prénom de mariage — pour le ou la marié(e) ;
6. 號/号 hào : Pseudonyme(s). Alternative: nom de plume.
7. 諡號/谥号 shìhào : nom posthume ;
8. 廟號/庙号 miàohào : nom de temple ;
9. 年號/年号 niánhào : nom de période.

## Ordre des éléments
Un nom chinois s'écrit en commençant par le nom de famille suivi du prénom, donc « Jean-Paul Dupond » deviendrait en chinois « Dupond Jean-Paul ». Les Chinois s’appellent usuellement par leur nom complet et non pas par le seul prénom (surtout si le nom complet est composé de deux caractères seulement). Les noms de famille ne sont jamais utilisés seuls sans aucune formule de politesse. Par exemple, le joueur de basket-ball Yao Ming devrait être officiellement désigné par « M. Yao » et non « M. Ming », et par « Yao Ming » au lieu de « Yao » ou « Ming ».
Certains Chinois émigrés ou travaillant avec les pays occidentaux adoptent un nom occidentalisé en inversant simplement le « nom-prénom » usuel chinois en « prénom-nom » (« Ming Yao », pour continuer l'exemple ci-dessus), ou adoptent un prénom occidental, qui est ensuite écrit dans l'ordre habituel de l'Ouest (« Fred Yao »).
Certains Chinois prennent un nom combiné. Il existe deux variantes principales: le prénom de l'Ouest, nom chinois, et prénom chinois, dans cet ordre (« Fred Yao Ming »); ou nom chinois, prénom chinois, suivi du prénom de l'Ouest (« Yao Ming Fred »).

## Nom de génération
Les systèmes de noms traditionnels suivent souvent un schéma de « nom de génération » en utilisant un « prénom de génération » comme premier caractère du prénom : le premier des deux caractères est attribué à tous les membres de la même fratrie. Ce n'est pas la norme, cependant. Une tradition alternative est d'avoir un caractère unique comme prénom (découlant d'une loi de la dynastie des Han qui interdisait les prénoms de deux caractères). Les prénoms contemporains ne suivant pas la tradition, ils peuvent aller jusqu'à trois caractères ou plus.
Lorsque des noms de génération sont utilisés dans le cadre d'un prénom à deux caractères, il est tout à fait inapproprié et trompeur de se référer à quelqu'un par la première partie de son prénom seulement, qui sera généralement son prénom générationnel. La totalité du prénom doit toujours être utilisée. Par exemple, se référant au Premier ministre singapourien Lee Hsien Loong, « Hsien » ou « Lee Hsien » serait source de confusion car cela pourrait tout aussi bien désigner son frère. Toutefois, cette erreur se produit fréquemment dans les sociétés occidentales où la première partie du prénom est souvent utilisée à tort comme prénom (lorsque les deux prénoms ne sont pas agrégés ou reliés par un trait d'union).